# Шлем из Кросби-Гаррет

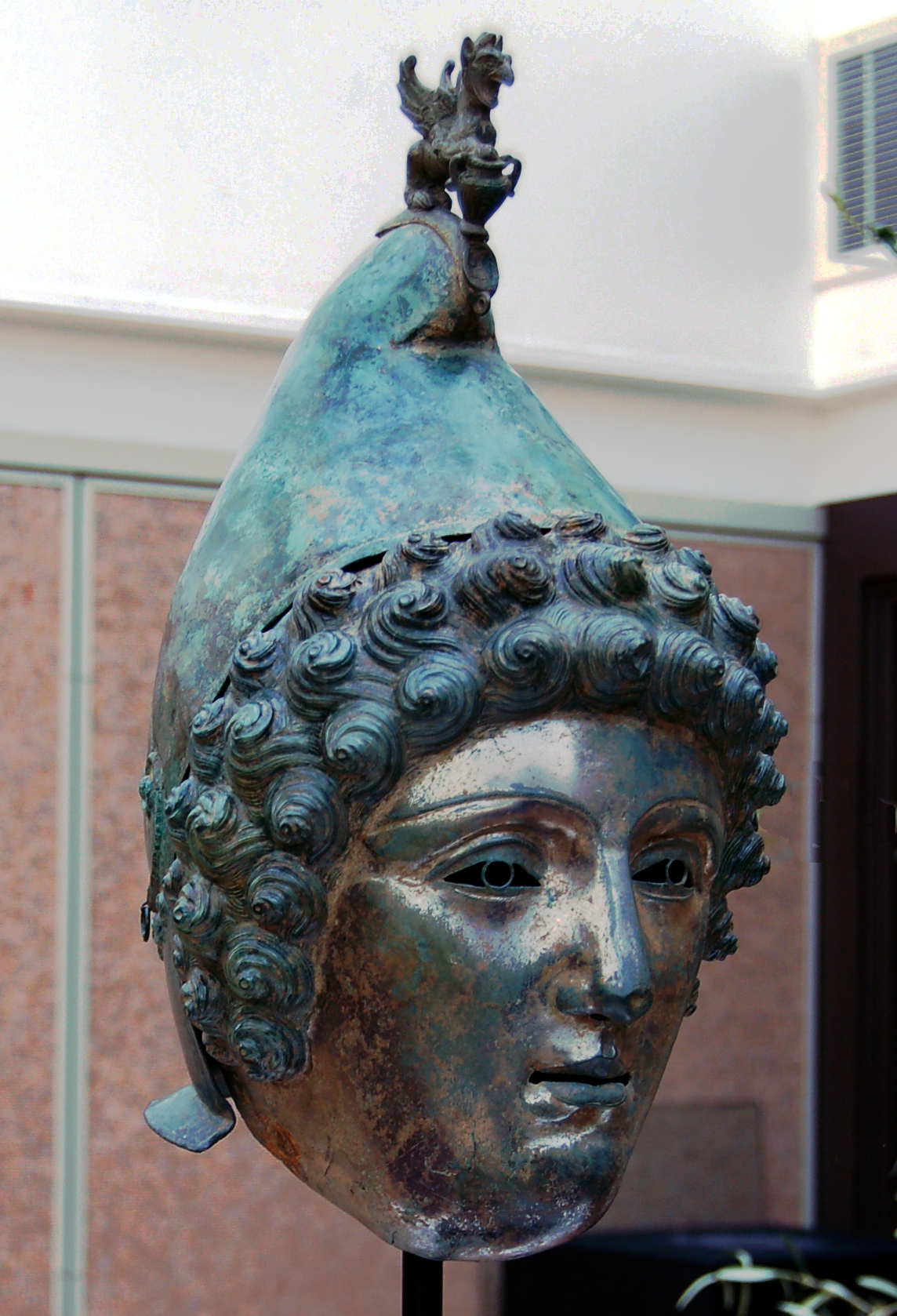
Шлем Кросби-Гаррет в выставочном зале Кристис во время торгов

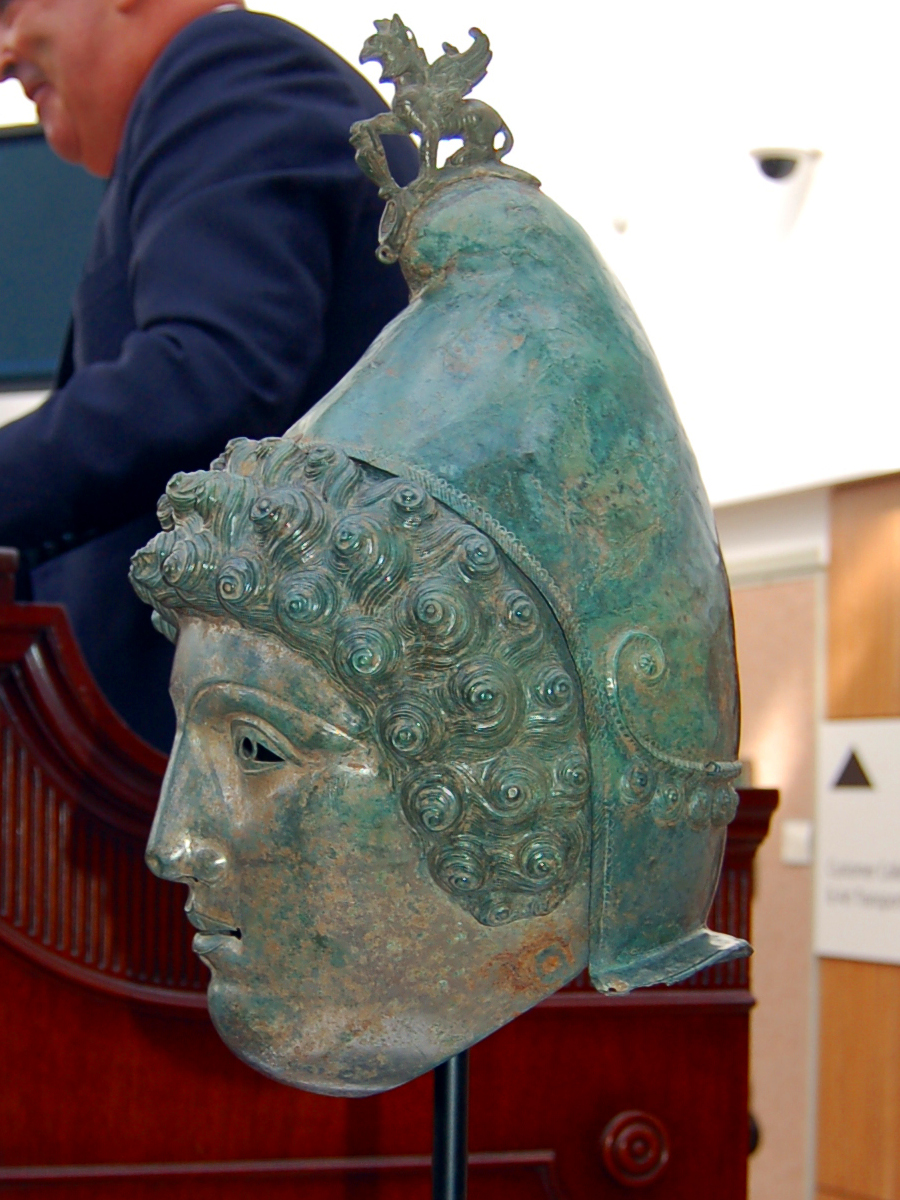
Вид сбоку

Шлем из Кросби-Гаррет (англ. Crosby Garrett Helmet) — древнеримский шлем, изготовленный из медного сплава примерно в I - III веке нашей эры. Шлем найден в мае 2010 года частным лицом при помощи металлодетектора в районе Кросби-Гаррет в Камбрии, Англия. Как предполагается, шлем не имел боевого предназначения и использовался для различных церемоний; подобный шлем является третьим найденным в Великобритании.
7 октября 2010 года шлем Кросби-Гаррет продан с аукциона Кристис за 2,3 млн фунтов стерлингов (3,6 млн долларов) анонимному покупателю по телефону.

## Находка
Шлем был найден частным искателем, пожелавшим остаться неизвестным, при помощи металлодетектора на территории пастбища фермы, принадлежащей Эрику Робинсону, в районе Кросби-Гаррет. О расположении каких-либо древнеримских поселений или лагерей в районе находки неизвестно, однако рядом проходит древняя римская дорога, ведущая к северным границам римской Британии. Дорога имела стратегическое значение, и предполагается значительное древнеримское военное присутствие и перемещение военных сил в районе находки.
Находка состояла из 33 крупных и 34 мелких фрагментов, вероятнее всего, шлем был завёрнут в материю и помещён лицевым щитком вниз. Поскольку в районе находки никаких римских поселений не известно, предполагается, что шлем был закопан в момент опасности, угрожавшей владельцу.
В местности, где был найден шлем, возможно, будут произведены более тщательные археологические исследования.

## Описание
За время нахождения в земле шлем разрушился и при находке состоял из 67 различных осколков. Реставраторы, нанятые аукционным домом Кристи, восстановили его в прежнем виде. Поскольку реставрация проходила до того, как шлем был направлен на научную экспертизу в Британский музей, возможно, была утрачена важная информация о происхождении данного шлема. На некоторых фрагментах шлема находятся следы белого металла, что позволяет сделать вывод о том, что весь шлем был покрыт белым металлом «под серебро».
После реставрации шлем представляет собой типичный, состоящий из двух частей, церемониальный доспех римского кавалериста, какие использовались во время турниров, известных как «hippika gymnasia». Маска (лицевая часть) представляет собой греческого юношу с вьющимися волосами, одетого во фригийский колпак. В верхней части шлема помещён крылатый сфинкс, что является необычным для таких шлемов. Предполагается, что, возможно, маска и шлем представляют бога Митру, популярного среди древнеримских воинов в I—IV вв. н. э.

## Собственность и продажа

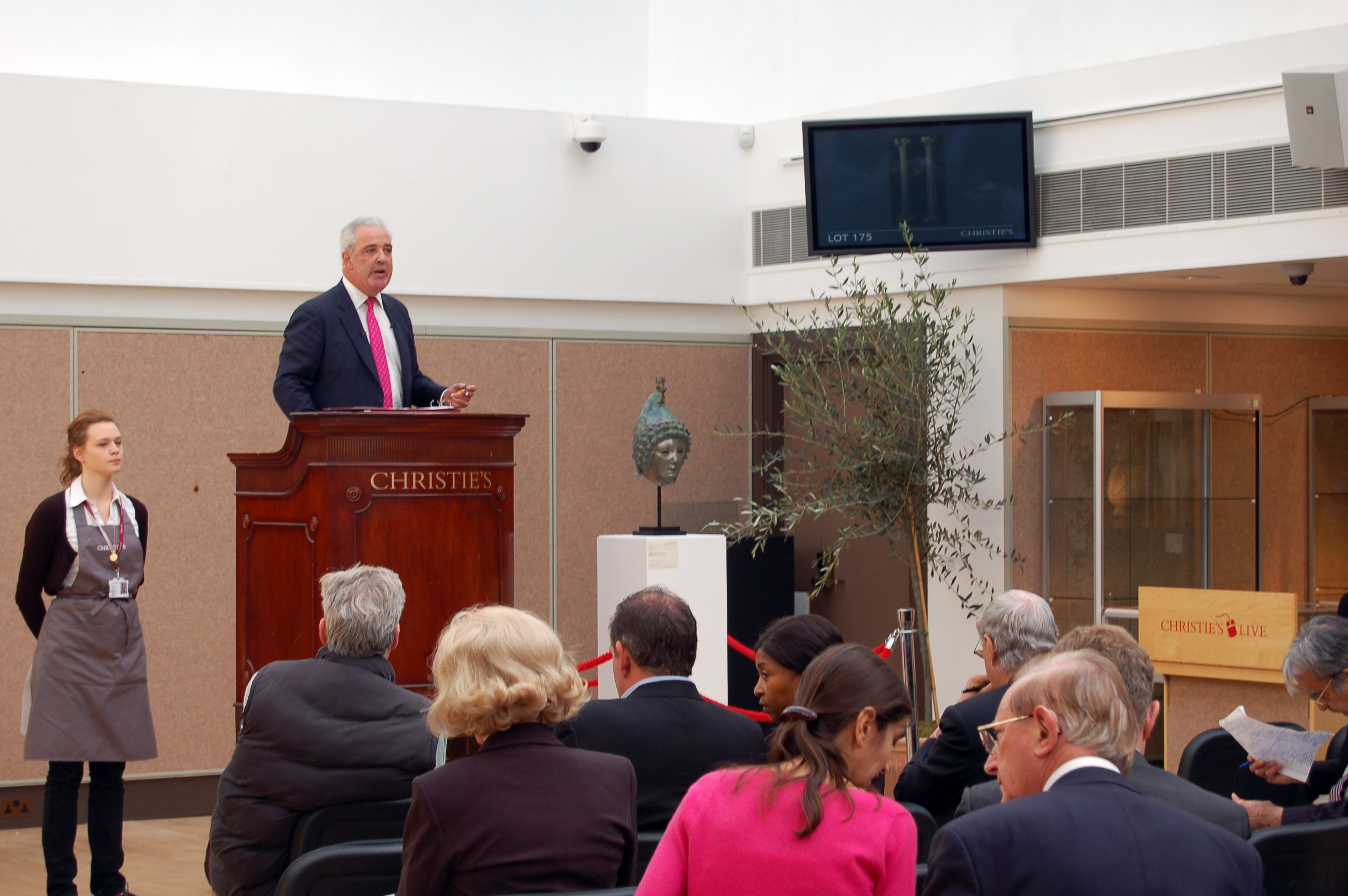
Ход торгов

Шлем, найденный в Кросби-Гаррет, является весьма ценной как с исторической, так и с финансовой точки зрения находкой, которая была целенаправленно помещена в землю и в обывательском понимании является кладом. Однако даже по английскому законодательству в этой области, считающемуся одними из наиболее проработанных в мире, кладом в юридическом смысле он признан не был, поскольку предметы из бронзы признаются таковым только в цельном, не повреждённом виде, в отличие от предметов из серебра или золота и вне зависимости от своей исторической ценности. Если бы шлем официально был признан кладом, то была бы запущена долгая бюрократическая процедура по его экспертизе, а у государственных музеев Англии было бы приоритетное право на выкуп шлема из рук археолога-любителя, в результате чего сумма, которую бы заплатили нашедшему шлем и владельцу земли, на которой он был найден, могла бы оказаться намного меньше. Шлем был продан 7 октября 2010 года за 2 281 250 фунтов стерлингов ($ 3 631 750), включая комиссию аукциона, которую заплатил анонимный покупатель, делавший ставки по телефону. Сумма продажи значительно превысила предварительные оценки продажи шлема: большинство экспертов сходилось на сумме в 200—300 тысяч фунтов, а самое смелое предположение было 500 тысяч фунтов.
Музей Тулли из Карлайла объявил о сборе средств для того, чтобы выкупить шлем и разместить его в своей экспозиции, то есть оставить в графстве, где он был найден. Один из меценатов объявил о том, что он готов жертвовать по одному фунту на каждый собранный общественный фунт. Всего было собрано более 50 000 фунтов, плюс 50 000 анонимного мецената — итого более 100 тысяч фунтов; к этой сумме был добавлен специальный грант в 1 млн фунтов от Фонда Национального наследия. Однако собранная сумма всё равно оказалась недостаточна. Музей, однако, и далее предпринимал попытки переговоров с покупателем, предлагая размещение шлема в экспозиции музея хотя бы на временной основе.
Провал попытки выкупить шлем привёл к обсуждению существующего закона о кладах и оценкам его совершенства. К примеру, 5 найденных серебряных монет XVI века общей стоимостью не более 50 фунтов попадут под действие закона о кладах, и хотя музеи впоследствии наверняка откажутся от выкупа монет, у них будет приоритетное право на их выкуп, в отличие от шлема Кросби-Гаррет. Сотрудники музея Тулли, а также чиновники призвали к запрету на вывоз шлема за пределы Англии.